# Pavel Zahrádka
Pavel Zahrádka (* 30. prosince 1932) byl český a československý politik, po sametové revoluci poslanec Sněmovny lidu Federálního shromáždění za Občanské fórum, později za ODS.

## Biografie
Angažoval se v sametové revoluci a Občanském fóru na Třebíčsku. V únoru 1990 na sněmu Občanských fór z tohoto regionu konaném v Budišově přednesl zprávu o výsledcích sněmu OF v Praze.
Ve volbách roku 1990 byl zvolen za OF do Sněmovny lidu. Po rozkladu Občanského fóra přestoupil v roce 1991 do poslaneckého klubu ODS. Ve Federálním shromáždění setrval do voleb roku 1992.